# Piotr Libera
Piotr Libera (ur. 20 marca 1951 w Szopienicach) – polski duchowny rzymskokatolicki, doktor literatury klasycznej i starochrześcijańskiej, biskup pomocniczy katowicki w latach 1997–2007, sekretarz generalny Konferencji Episkopatu Polski w latach 1998–2007, biskup diecezjalny płocki w latach 2007–2022, od 2022 biskup senior diecezji płockiej.

## Życiorys
Urodził się 20 marca 1951 w Szopienicach. Egzamin dojrzałości złożył w VI Liceum Ogólnokształcącym im. Jana Długosza w Katowicach. W latach 1969–1976 odbył studia w Wyższym Śląskim Seminarium Duchownym w Krakowie. Studia był zmuszony przerwać na czas służby wojskowej, którą odbył w latach 1970–1972 w jednostce kleryckiej w Batalionie Ratownictwa Terenowego w Bartoszycach. Uzyskał stopień wojskowy kapitana. Święceń prezbiteratu udzielił mu 15 kwietnia 1976 w katedrze Chrystusa Króla w Katowicach biskup diecezjalny katowicki Herbert Bednorz. Został inkardynowany do diecezji katowickiej. Studia kontynuował w zakresie teologii pastoralnej na Akademii Teologii Katolickiej w Warszawie. W latach 1980–1986 odbył studia na Papieskim Uniwersytecie Salezjańskim w Rzymie, które ukończył z doktoratem z literatury klasycznej i starochrześcijańskiej.
W latach 1976–1979 pracował jako wikariusz w parafii Ścięcia św. Jana Chrzciciela w Rudzie Śląskiej. W latach 1979–1980 pełnił funkcję prefekta w Wyższym Śląskim Seminarium Duchownym w Krakowie. Od 1986 do 1989 prowadził wykłady z patrologii i lektorat języka łacińskiego w Wyższym Śląskim Seminarium Duchownym w Katowicach. W 1989 został sekretarzem nuncjusza apostolskiego w Polsce arcybiskupa Józefa Kowalczyka.
23 listopada 1996 papież Jan Paweł II mianował go biskupem pomocniczym archidiecezji katowickiej ze stolicą tytularną Centuria. Święcenia biskupie otrzymał 6 stycznia 1997 w bazylice św. Piotra w Rzymie. Udzielił mu ich Jan Paweł II w asyście arcybiskupa Giovanniego Battisty Re, substytuta ds. Ogólnych Sekretariatu Stanu, oraz arcybiskupa Myrosława Marusyna, sekretarza Kongregacji ds. Kościołów Wschodnich. Jako dewizę biskupią przyjął słowa „Deus caritas est” (Bóg jest miłością), w 2011 zmienił ją na „Jesu, in Te confido – Deus Caritas est” (Jezu, ufam Tobie – Bóg jest Miłością).
2 maja 2007 papież Benedykt XVI mianował go biskupem diecezjalnym diecezji płockiej. 31 maja 2007 kanonicznie przejął diecezję i odbył ingres do katedry płockiej. W diecezji płockiej zainicjował obchody Światowego Dnia Młodzieży, odbywające się corocznie w Niedzielę Palmową. Ustanowił diecezjalny zespół historyczny z zadaniem kwerendy materiałów Instytutu Pamięci Narodowej. Zajął się również rozwiązaniem sprawy duchownych, wobec których sformułowano zarzuty natury moralnej. W 2012 otworzył 43. synod diecezjalny. W 2019 papież Franciszek zezwolił, aby okres od 1 lipca do 31 grudnia 2019 spędził poza diecezją płocką na modlitwie i odpoczynku. Jednocześnie administratorem apostolskim sede plena diecezji na ten czas mianował metropolitę warszawskiego, kardynała Kazimierza Nycza. 4 czerwca 2022 papież Franciszek przyjął jego rezygnację z funkcji biskupa płockiego, złożoną z powodów zdrowotnych.
W ramach Konferencji Episkopatu Polski w latach 1998–2007 pełnił funkcję sekretarza generalnego Konferencji. Z urzędu wchodził w skład Rady Stałej. Został członkiem Komisji Wspólnej Rządu i Episkopatu oraz Kościelnej Komisji Konkordatowej. Wszedł w skład Zespołu ds. Stypendiów Naukowych i Językowych, a także objął funkcję przewodniczącego Zespołu ds. Wspólnego Dziedzictwa Kultury KKK. Należał do komitetu organizującego podróż apostolską Jana Pawła II do Polski w 1999. Brał udział w przygotowaniach obchodów Wielkiego Jubileuszu 2000 roku. Był głównym organizatorem ze strony kościelnej podróży apostolskiej Benedykta XVI do Polski w 2006. W trakcie pielgrzymki pełnił rolę lektora papieskich przemówień.
W 2016 konsekrował biskupa pomocniczego płockiego Mirosława Milewskiego. W 2005 był współkonsekratorem podczas sakry biskupa pomocniczego gdańskiego Ryszarda Kasyny.

## Publikacje
- 2010: Wierność. Słowo z Ars
- 2012: Słowa jak kromki chleba
- 2015: Mocarze Krzyża Świętego
- 2018: Św. Stanisław Kostka na kartach poezji
- 2020: Słowo ze Srebrnej Góry